# Papiro 137
Il Papiro 137 ({\displaystyle {\mathfrak {p}}}137) è un antico manoscritto del Nuovo Testamento in koinè. Frammento di un codex, è vergato su entrambi i lati con un testo identificato come proveniente dal primo capitolo del Vangelo secondo Marco: i versetti 7-9 sul recto, e i versetti 16-18 sul verso. Il manoscritto è stato datato paleograficamente al tardo II secolo o agli inizi del III secolo, ed è stato pubblicato all'interno dei papiri di Ossirinco come P.Oxy. LXXXIII 5345.

## «Marco del primo secolo»
Il Papiro 137 è stato al centro dell'affare «Marco del primo secolo», che ha portato alla luce un traffico di manoscritti antichi all'interno dell'università di Oxford.
Nel 2012 era stata diffusa la voce che fosse stato studiato un manoscritto papiriaceo del Vangelo secondo Marco che sarebbe stato datato al I secolo, facendo di questo il più antico manoscritto conservatosi di un'opera del Nuovo Testamento, nonché la dimostrazione che la versione attualmente nota di quel vangelo, che attualmente si basa su manoscritti risalenti al II secolo, fosse in realtà più antica. Tale manoscritto, noto come «Marco del primo secolo», non era però ancora disponibile per la pubblicazione; si scoprì anche che tale frammento era stato acquistato dalla Green Collection (la più grande collezione privata di manoscritti e manufatti biblici) per essere inserito all'interno del Museum of the Bible.
Nel 2016 la Egypt Exploration Society (EES) scoprì che il manoscritto noto come «Marco del primo secolo» era in realtà uno dei frammenti di papiro appartenente alla sua collezione di papiri di Ossirinco, e che in realtà era databile al II/III secolo, e affidò allo studioso Dirk Obbink, che la pubblicò nel 2018. A valle della pubblicazione, la EES pubblicò una dichiarazione che chiariva sia la provenienza del frammento, sia il ruolo di Dirk Obbink nella diffusione sui mezzi di comunicazione dell'informazione errata sulla datazione: secondo la EES, il testo del frammento fu riconosciuto come parte del Vangelo secondo Marco solo nel 2011, in quanto in un precedente catalogo degli anni '80 ad opera di Revel Coles, il frammento era stato descritto come «I/II», che sembrava dunque essere l'origine della discutibile affermazione relativa a una datazione molto antica. Nel 2011 e nel 2012 il papiro era custodito da Obbink, che lo mostrò a Scott Carroll, all'epoca rappresentante della Green Collection, quando era in discussione la proposta di includerlo nella mostra di papiri biblici Verbum Domini presso la Biblioteca apostolica vaticana (Pasqua 2012).
A seguito della pubblicazione da parte del professor Michael Holmes del Museum of the Bible (che ospita la Green Collection) di un contratto tra il professor Obbink e la Hobby Lobby (società della famiglia Green, proprietaria della Green Collection), datato al 17 gennaio 2013 e concernente la vendita di un certo numero di testi frammentari, uno dei quali identificato col P.Oxy. LXXXIII 5345 da parte del professor Holmes, la Egypt Exploration Society ha pubblicato un'altra dichiarazione nel giugno 2019, riaffermando la propria precedente dichiarazione che la EES non aveva mai messo in vendita il papiro; la dichiarazione precisava anche che la EES aveva riportato le risposte del professor Obbink, quando era stato da loro interrogato in precedenza, secondo cui egli non aveva venduto né offerto di vendere il frammento del Vangelo secondo Marco alla Green Collection, e che non aveva richiesto al professor Wallace di firmare un accordo di non divulgazione in relazione a tale vendita.
Nel numero di luglio/agosto 2019 di Christianity Today, Jerry Pattengale scrisse un articolo per presentare per la prima volta la propria versione dei fatti relativamente all'affare «Marco del primo secolo»; Pattengale affermava di essere stato presente insieme a Scott Carroll nell'ufficio di Dirk Obbink all'interno di Christ Church (Oxford) alla fine del 2011, quando il frammento di papiro {\displaystyle {\mathfrak {P}}}137 fu offerto al Museum of the Bible, rappresentato all'epoca da Pattengale. Nella stessa occasione furono offerti frammenti dal Vangelo secondo Matteo, secondo Luca e secondo Giovanni, tutti presentati da Obbink come verosimilmente risalenti al II secolo, mentre il frammento del Vangelo secondo Marco fu presentato come verosimilmente risalente al I secolo. Nell'articolo Pattengale affermava di aver mostrato le immagini dei quattro frammenti a una selezione di studiosi del testo del Nuovo Testamento, tra cui Daniel B. Wallace, con la condizione, posta da Obbink, della firma di un accordo di non divulgazione. L'acquisto fu concluso, con l'accordo di lasciare il frammento in possesso di Obbink per le sue ricerche finalizzate alla pubblicazione. Non fu prima di una serata di gala nel novembre 2017 organizzata per celebrare l'apertuta del Museum of the Bible che Pattingale venne a sapere che il «frammento di Marco del primo secolo» era sempre stato proprietà della Egypt Exploration Society, e che di conseguenza la sua offerta di vendita non era stata legittima.